# 大夕張駅
大夕張駅（おおゆうばりえき）は、北海道夕張市鹿島富士見町にあった三菱石炭鉱業大夕張鉄道線の駅（廃駅）である。三菱大夕張炭鉱閉山に伴う大夕張鉄道線の路線短縮に伴い1973年に廃止された。

## 歴史
大夕張炭鉱の北部開発に伴い、専用鉄道が延長され開設された。

### 年表
- 1929年（昭和4年）
  - 1月22日：建設当時は北部駅と称していたが大夕張駅と改称。
  - 6月1日：専用鉄道として発足。
- 1939年（昭和14年）4月20日：三菱鉱業株式会社線として地方鉄道として開業、社線内旅客荷物小口取扱及び車扱連絡運輸開始。
- 1941年（昭和16年）12月1日：旅客荷物小口扱連絡運輸開始。
- 1950年（昭和25年）11月：駅舎新築落成。
- 1973年（昭和48年）12月16日：南大夕張駅 - 大夕張炭山駅間廃線により廃駅。

## 駅構造
単式ホーム1面1線を有する地上駅。終日駅員が配置されていた。

## 駅周辺
駅は三菱大夕張炭鉱で栄えた夕張市鹿島地区（大夕張）の中心部に位置し、周辺に商店街が広がり警察・消防・郵便局など公的機関の出先もあった。

## 廃止後

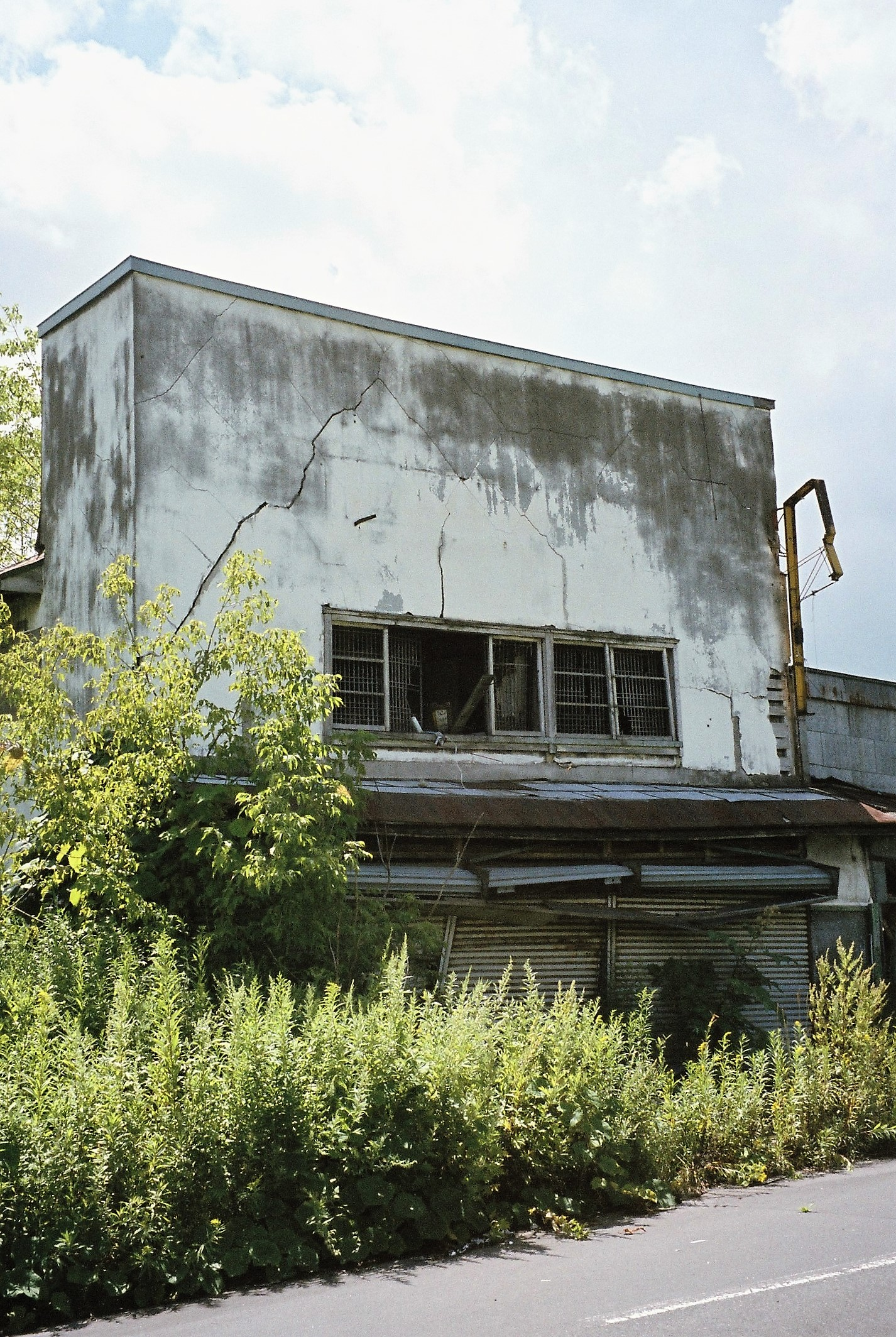
大夕張駅前通りに唯一残っていた廃屋（2003年8月）

駅舎は廃止後も維持され診療所などに再利用された。1998年、夕張シューパロダムの建設に伴う全住民移転により周辺は無人となり、同年駅舎も解体された。2014年3月、夕張シューパロダムの試験湛水が開始されたが、駅跡周辺は水没しておらず、野に還っている。駅跡にも水は及んでいないものの、駅の痕跡はなくなっている。

## 隣の駅
三菱石炭鉱業
大夕張鉄道線
千年町駅- 大夕張駅  - 大夕張炭山駅